# Dudleyellus strangulatus
Dudleyellus strangulatus är en skalbaggsart som beskrevs av Bordat 2009. Dudleyellus strangulatus ingår i släktet Dudleyellus och familjen Aphodiidae. Inga underarter finns listade i Catalogue of Life.